# Little Women (1994)
Little Women (bra: Adoráveis Mulheres; prt: As Mulherzinhas, ou Mulherzinhas) é um filme estadunidense de 1994, do gênero drama romântico, dirigido por Gillian Armstrong. O roteiro escrito por Robin Swicord, é baseado no romance juvenil Mulherzinhas, de Louisa May Alcott. Foi lançado pela Columbia Pictures. O filme é dedicado a vítima Polly Klaas e a agente literária Judy Scott-Fox.
Esta é a quinta adaptação cinematográfica do clássico de Alcott, seguindo as versões de cinema mudo, a adaptação de 1917 de Alexander Butler e adaptação de 1918 de Harley Knoles, uma adaptação de 1933 de George Cukor e uma adaptação de 1949 de Mervyn LeRoy, com a história posteriormente adaptada em 2019 dirigida por Greta Gerwig.
O filme estreou em 1,503 cinemas nos EUA e no Canadá em 21 de dezembro de 1994. Ele arrecadou US$5,3 milhões e ficou em sexto lugar nas bilheterias em seu fim de semana de estreia e acabou ganhando no total US$50,1 milhões. Com seu orçamento de US$ 18 milhões, o filme foi um sucesso.
De acordo com as revisões do Rotten Tomatoes, 91% dos críticos de cinema deram ao filme uma crítica positiva com base em 33 avaliações, com uma classificação média de 7.45/10. O consenso dos críticos do site diz: "Graças a uma série de poderosas atrizes talentosas, Gillian Armstrong interpreta Little Women de Louisa May Alcott para provar que uma história atemporal pode ter sucesso, não importa quantas vezes seja contada". No Metacritic, o filme tem uma aprovação positiva de 87 em 100 com base em 23 críticos.
Roger Ebert do Chicago Sun-Times deu ao filme três estrelas e meia e acrescentou: "[Isso] cresceu em mim. No começo, eu estava mal-humorado, pensando que seria muito doce e devoto. Aos poucos, vi que Gillian Armstrong [...] estava levando isso a sério. E então eu comecei para apreciar a atuação do conjunto, com as cinco atrizes criando o calor e a familiaridade de uma família real". Edward Guthmann, do San Francisco Chronicle, chamou o filme de "meticulosamente trabalhado e calorosamente representado" e observou que "é um dos raros filmes de estúdio de Hollywood que convida sua atenção, lenta e elegantemente, em vez de estimular seu interesse com efeitos e fácil manipulação".
A revista Entertainment Weekly listou 28 filmes legais para as meninas. A seleção é liderada por Little Women.

## Sinopse
O filme centra-se nas irmãs March: a bela Meg, a tempestuosa Jo, a tenra Beth e a romântica Amy, que estão a crescer em Concord, Massachusetts, durante e após a Guerra Civil Americana. Com o pai longe lutando na guerra, as meninas lutam com problemas maiores e menores sob a orientação de sua mãe de força de vontade, carinhosamente chamada Marmee. Como forma de escapar de alguns dos seus problemas, as irmãs adoram se apresentar em peças românticas escritas por Jo em seu teatro no sótão.
Vivendo ao lado da família o rico Sr. Laurence, cujo neto Theodore, apelidado de "Laurie", se muda com ele e se torna um amigo próximo da família March, particularmente Jo. Laurence torna-se um mentor de Beth, cuja requintada peça de piano lembra-o de sua filha falecida, e Meg se apaixona pelo professor de Laurie, John Brooke.
Quando o Sr. March é ferido na guerra, Jo vende o cabelo para que Marmee possa comprar uma passagem de trem para viajar até o Sr. March e cuidar de sua saúde. Enquanto Marmee está fora, Beth continua as visitas de Marmee a uma família em dificuldades para lhes fornecer comida e lenha. Durante este tempo ela contrai escarlatina da criança da família. Aguardando o retorno de Marmee, Meg e Jo, que antes sobreviveram à escarlatina, mandam Amy embora para viver em segurança com sua tia March. Temendo que ela também possa contrair a doença, Amy lamenta para Laurie que ela pode morrer sem nunca ser beijada. Laurie promete a Amy beijá-la antes que ela morra caso ela fique doente. Antes da doença de Beth, Jo tinha sido a companheira de tia March durante vários anos e, embora estivesse insatisfeita com sua posição, ela tolerava isso na esperança de que sua tia um dia a levasse para a Europa. Quando a condição de Beth piora, Marmee é convocada para casa e a amamenta para a recuperação bem a tempo do Natal. Laurence dá o piano de sua filha para Beth, Meg aceita a proposta de John Brooke e March surpreende sua família voltando para casa depois da guerra.
Quatro anos se passam; Meg (agora com vinte anos) e John se casam, e a saúde de Beth está se deteriorando constantemente. Laurie se forma na faculdade, propõe a Jo (agora com 19 anos) e pede para ela ir para Londres com ele, mas percebendo que ela pensa nele mais como um irmão mais velho do que como um amante, ela recusa a oferta dele. Jo mais tarde lida com a decepção adicional de que tia March decidiu levar Amy, agora com 17 anos, para a Europa, em vez de Jo, pois Amy agora trabalha como companheira de tia e tia March deseja que Amy continue sua formação como artista. na Europa. Esmagada, Jo parte para a cidade de Nova York para buscar seu sonho de escrever e vivenciar a vida. Lá ela conhece Friedrich Bhaer, um professor alemão quem a desafia e estimula intelectualmente, a apresenta à ópera e à filosofia , e a encoraja a escrever histórias melhores do que os melodramas vitorianos escabrosos que ela escreveu até agora.
Na Europa, Amy se reencontra com Laurie. Ela fica desapontada ao descobrir que ele se tornou dissoluto e irresponsável, e repreende-o por tê-la feito apenas para se tornar parte da família March. Em troca, ele a repreende amargamente por cortejar um de seus ricos amigos de faculdade para se casar com dinheiro. Ele deixa uma carta para Amy pedindo-lhe que espere por ele enquanto ele trabalha em Londres para seu avô e se torna digno dela.
Jo é convocada para casa para ver Beth, de dezoito anos, que finalmente morre dos efeitos persistentes da escarlatina (doença cardíaca presumivelmente reumática) que a atormentaram nos últimos quatro anos. Uma entristecida Jo se retira para o conforto do sótão e começa a escrever sua história de vida . Após a conclusão, ela envia para o professor Bhaer. Enquanto isso, Meg dá à luz aos gêmeos fraternos Demi e Daisy.
Uma carta de Amy informa à família que tia March está doente demais para viajar, por isso Amy deve permanecer na Europa com ela. Em Londres, Laurie recebe uma carta de Jo na qual ela o informa da morte de Beth e menciona que Amy está em Vevey, incapaz de voltar para casa. Laurie imediatamente viaja para o lado de Amy. Eles finalmente retornam para a casa de março como marido e mulher, para surpresa de Jo e eventual deleite.
Tia March morre e ela deixa Jo em sua casa, que ela decide converter em escola. O professor Bhaer chega com as provas impressas de seu manuscrito, mas quando ele erroneamente acredita que Jo se casou com Laurie, ele parte para pegar um trem para o oeste, onde ele se tornará professor. Jo corre atrás dele e explica o mal-entendido. Quando ela implora para ele não sair, ele propõe casamento e ela aceita alegremente.

## Elenco
- Winona Ryder como Josephine "Jo" March, uma jovem ambiciosa que deseja ser uma autora de sucesso.
- Gabriel Byrne como Friedrich Bhaer, um professor mais velho que se apaixona por Jo enquanto trabalha como tutor em Nova York e acaba se casando com ela.
- Trini Alvarado como Margaret "Meg" March, a irmã mais velha da família March. Ela se casa com o tutor de Laurie, John Brooke, e dá à luz gêmeos fraternos: um menino, John (apelidado de "Demijohn" de Jo, que é encurtado para "Demi"); e uma menina, Margaret, chamada "Daisy" em casa "para não ter duas Megs".
- Kirsten Dunst e Samantha Mathis como Amy March, a filha mais nova e perspicaz da família March. Em vez do cabelo castanho e dos olhos castanhos ou verdes de suas três irmãs mais velhas, ela tem cachos dourados e olhos azuis. Mais tarde, ela se casa com Laurie e se torna uma pintora de sucesso. Amy foi a única personagem interpretada por duas atrizes diferentes - Dunst a interpretou aos doze anos na primeira metade do filme, Mathis quando jovem na segunda metade do filme. Christina Ricci chegou a fazer uma audição para a personagem.[14]
- Claire Danes como Elizabeth "Beth" March, a terceira filha da família March e pianista da família. Ela é tímida, boa, gentil e leal. Na tenra idade de quatorze anos, ela contraiu febre escarlate, que enfraqueceu seu coração e resultou em sua morte, quatro anos depois, aos dezoito anos de idade.
- Christian Bale como Theodore "Laurie" Laurence, o jovem vizinho que se tornou o melhor amigo de Jo em sua juventude. Mais tarde, ele tentou, mas falhou, convencê-la a se casar com ele. Ele eventualmente se apaixona e se casa com Amy.
- Eric Stoltz  como John Brooke, o tutor de Laurie e o eventual marido de Meg.
- John Neville como Mr. James Laurence, o avô de Laurie e um vizinho gentil dos March.
- Mary Wickes como Tia March, a única parente da família March que ainda tinha muito dinheiro. Após sua morte, sua propriedade é deixada para Jo adulta, que transforma em uma escola para meninos.
- Susan Sarandon como Abigail "Marmee" March, a mãe da família March e a esposa amorosa do senhor March.
- Matthew Walker como Mr. March, o pai da família March, o marido amoroso de Marmee e seu cônjuge devotado há muito tempo.
- Florence Paterson como Hannah, a fiel governanta da família March desde que Meg nasceu. As garotas pensam nela mais como uma boa amiga do que como uma criada.
- Janne Mortil como Sally Moffat, única e boa amiga de Meg, que é bastante rica e próspera.

## Principais prêmios e indicações
Oscar 1995 (EUA)
- Recebeu três indicações nas categorias de Melhor Atriz (Winona Ryder), Melhor Figurino (Colleen Atwood), e Melhor Trilha Sonora (Thomas Newman).

BAFTA 1995 (Reino Unido)
- Recebeu uma indicação na categoria de Melhor Figurino (Colleen Atwood).

Young Artist Awards 1995 (EUA)
- Venceu na categoria de Melhor Atriz Jovem (Kirsten Dunst).

BSFC Award 1994 (Boston Society of Film Critics Awards, EUA)
- Venceu na categoria de Melhor Atriz Coadjuvante/Secundária (Kirsten Dunst, também venceu na mesma categoria pelo filme Entrevista com o Vampiro).

Writers Guild of America Award 1994 (EUA)
- Recebeu indicação para Melhor Roteiro Adaptado (Robin Swicord).

Kansas City Film Critics Circle Award 1994 (EUA)
- Venceu na categoria de Melhor Atriz (Winona Ryder).